# Marghe and Her Mother
Marghe e sua mãe ( em italiano:  Marghe e sua madre) é um filme de drama anglo-itálico-iraniano lançado em 2019 que é dirigido pelo cineata Mohsen Makhmalbaf. 
Rodado inteiramente na região da Basilicata, na Itália, este filme é estrelado por Ylenia Galtieri, Margherita Pantaleo e Raffaella Gallo. 

## Elenco
- Ylenia Galtieri como Claudia [2]
- Margherita Pantaleo como Marghe [2]
- Paolo C. Santeramo como Alessandro
- Raffaella Gallo como Giulia [2]
- Danilo Acinapura como Alberto

## Lançamento
Este filme estreou no 24º Festival Internacional de Cinema de Busan em outubro de 2019. Ele acabou sendo escolhido como filme de encerramento do 50º Festival Internacional de Cinema da Índia, exibido também em 2019.  
1. ↑  «MARGHE E SUA MADRE». Lucania Film Festival (em italiano). Consultado em 19 de março de 2023
2. 1 2 3  «BOSPHORUS 2019 - Review: Marghe and Her Mother». Cineuropa (em inglês). Consultado em 19 de março de 2023
3. ↑  «Marghe and Her Mother brings down curtains on 50th IFFI: The spectacular, star-studded closing ceremony brought the eight-day festivities to a fitting climax.». India TV News (em inglês). 29 de novembro de 2019. Consultado em 19 de março de 2023
4. ↑  «Marghe and Her Mother brings down curtains on 50th IFFI». The Bridge Chronicle. Consultado em 19 de março de 2023